# Tellico Village
Tellico Village es un lugar designado por el censo ubicado en el condado de Loudon en el estado estadounidense de Tennessee. En el Censo de 2010 tenía una población de 5.791 habitantes y una densidad poblacional de 288,43 personas por km².

## Geografía
Tellico Village se encuentra ubicado en las coordenadas 35°42′7″N 84°15′48″O / 35.70194, -84.26333. Según la Oficina del Censo de los Estados Unidos, Tellico Village tiene una superficie total de 20.08 km², de la cual 19.29 km² corresponden a tierra firme y (3.92%) 0.79 km² es agua.

## Demografía
Según el censo de 2010, había 5.791 personas residiendo en Tellico Village. La densidad de población era de 288,43 hab./km². De los 5.791 habitantes, Tellico Village estaba compuesto por el 98.77% blancos, el 0.29% eran afroamericanos, el 0.19% eran amerindios, el 0.33% eran asiáticos, el 0% eran isleños del Pacífico, el 0.05% eran de otras razas y el 0.36% pertenecían a dos o más razas. Del total de la población el 0.48% eran hispanos o latinos de cualquier raza.